# Sztatin
A sztatinok, más néven HMG CoA-reduktáz gátlók a koleszterin és triglicerid csökkentésére szolgáló gyógyszerek, melyek általában 20-50%-kal csökkentik az olyan szív- és érrendszeri betegségek kockázatát, mint a szívinfarktus és a szélhűdés. Ezen kockázatcsökkenés függ a kezelt egyének sajátságaitól és a koleszterincsökkenés mértékétől. Nagyszámú klinikai vizsgálat szolgáltat bizonyítékot a sztatinok biztonságosságára és hatékonyságára vonatkozóan. Ezek összesített eredménye az, hogy a várható haszon egy vagy több nagyságrenddel nagyobb, mint kockázatoké, mellékhatásoké.
A koleszterin a vérben elsősorban az alacsony sűrűségű lipoproteinben (low density lipoprotein-ben), az u.n. LDL-ben található (u.n. LDL-koleszterin). Többszörösen bizonyítást nyert, hogy az LDL kulcsszerepet játszik az érelmeszesedésben (ateroszklerózisban), többek között a szívkoszorúér-betegség kialakulásában. A sztatinok széles körben javalltak a szív- és érrendszeri megbetegedések megelőzésében és kezelésében. Magyarországon a rozuvasztatin és az atorvasztatin a két leggyakrabban rendelt sztatin, közepes vagy erélyes dózistartományban alkalmazva.

## A koleszterin csökkentése az orvosi irányelvekben
Európában a szív- és érrendszeri megbetegedések megelőzését és kezelését legmagasabb szinten az Európai Kardiológiai Társaság irányelvei szabályozzák. Ezek közé tartoznak a koleszterincsökkentésre vonatkozó ajánlások is. E szerint a koleszterin és a szív- érrendszeri kockázat együttesen határozzák meg a tennivalókat:
Ezen koncepció lényege, hogy minél nagyobb a kockázat, annál alacsonyabb az a koleszterin vérszint, aminél már indokolt a gyógyszeres kezelés. Tehát általában nem maga a laborérték határozza meg a teendőket, kivéve, ha a koleszterin vérszintje eléri a 7,5 mmol/l-t, ami 4,9 mmol/l LDL-koleszterinnek felel meg, mert ilyenkor fiatal felnőtt kortól – súlyos esetben gyermekkortól – szükséges gyógyszeres koleszterincsökkentés, erélyes formában, sztatinra alapozottan. Ha a koleszterin ennél alacsonyabb, de nem szokatlanul alacsony, magas vagy igen magas kockázat esetén egyértelműen, ennél kisebb kockázat esetén pedig megfontolásra javasolt a sztatin. Az életmódkezelés általában nem helyettesíti a gyógyszeres kezelést, hanem kiegészíti azt. A gyakorlatban ez azt jelenti, hogy Magyarországon, ahol eleve magasabb a kardiovaszkuláris kockázat, mint az európai átlag, az európai irányelv szerint már középkorúak esetében (férfiaknál a középkor kezdetén, nőknél annak végén) is tanácsos a rendszeres sztatinszedés, a koron kívüli egyéb kockázati tényezőktől függetlenül is, egészségeseken is. Idősebb korban vagy ha olyan betegségek vannak, mint kettes típusú cukorbetegség, idült vesebetegség, ateroszklerótikus szív-, agyi vagy perifériás érrendszeri betegség, a sztatin általánosan szükséges, koleszterinszinttől csaknem függetlenül, általában erélyes formában, mert ilyenkor magas vagy igen magas a kockázat. Az Európai Kardiológiai Társaság irányelve lényegét tekintve nem különbözik a brit vagy amerikai megfelelőitől.

## A hatékonyság bizonyítékai
A koleszterincsökkentő gyógyszerek hatásosságát és veszélyeit az egyéb készítményekhez hasonlóan bírálták el. Ennek során számos olyan, a legmagasabb szintet képviselő, véletlen besorolásos klinikai vizsgálat igazolta a sztatinok hatásosságát és biztonságosságát, melyekben a vizsgálati készítménnyel kezelt és a kontrollt képező egyének csoportjai induláskor nem különböznek érdemileg, a beérkező adatok értékelését pedig egy a vizsgálói csapattól független ellenőrző bizottság végzi. Az adatok meghamisítása ellen számos olyan egyéb óvintézkedés van érvényben, melyeket a gyógyszerügyi hatóságok írnak elő és felügyelnek. A koleszterincsökkentőként sztatint alkalmazó 27 ilyen vizsgálat 127.000 betegének sorsát együttesen elemezve egyértelmű bizonyítást nyert, hogy az éveken át történő kezelés során az ateroszklerotikus szív- és érrendszeri betegségek az LDL-koleszterin koncentráció csökkenésével arányos mértékben, minden egyes mmol/literenként 22%-kal ritkábban fordulnak elő. Alacsony koleszterinszintek mellett is érvényesnek bizonyult az alacsonyabb jobb összefüggése. A kérdéses nagy klinikai vizsgálatok nemcsak gyógyszergyári kezdeményezésűek voltak. Kiemelkedők a rozuvasztatinnal mérsékelt kockázatúakon végzett HOPE-3 és JUPITER elnevezésű tanulmányok. Az ateroszklerotikus szív- és érrendszeri kockázat-csökkenés mértéke az előbbiben, 10 mg-os dózis mellett 25%, az utóbbiban, 20 mg szedése mellett 50% körüli volt. Az idősek koleszterincsökkentésére vonatkozó bizonyítékok kevésbé erősek ugyan, de nem utalnak a pozitív hatás hiányára vagy fokozott veszélyekre. Ennek felel meg az európai ajánlás, ami – fokozott óvatosság mellett – ugyanazon elveket javasolja az idősek koleszterincsökkentésére, mint fiatalabbak esetén.

## A sztatinkezelés mellékhatásai, kockázatai
A sztatinok dózistól és szertől függően 0,2-2,1% közötti gyakorisággal okoznak májenzim emelkedést. A súlyos májkárosodás azonban nagyon ritka (<1/10.000 beteg) és esetlegesen idültté váló esetek megszaporodását megbízható adatbázisokban nem lehetett kimutatni . A sztatinok a cukorbetegség (diabétesz) kockázatát mérsékelten (dózis függő módon 9 – 26%-kal), de emelik . Ez azt jelenti, hogy minden 4.-10. kialakuló diabétesz sztatinnal kapcsolatos, az ezt szedő egyén esetében (de egyben azt is, hogy az esetek döntő hányadában viszont ettől függetlenül alakul ki a betegség). Az esetlegesen sztatin okozta cukorbetegségre visszavezethető szövődmények azonban százszor ritkábbak, mint a sztatin szedéssel elkerült szív-érrendszeri szövődmények.
A véletlen besorolásos, ellenőrzött vizsgálatok alapján az objektíven sztatin szedés okozta izompanaszok gyakorisága 1% alatti, a súlyos izomszövődményeké pedig – szabályszerű alkalmazás mellett – legalább egy nagyságrenddel ritkább. A szubjektív izomtünetek, úgy mint az izomláz szerű fájdalom, izomgörcs, gyengeség nagy része nem magával a sztatinnal kapcsolatos és általában − átmeneti szünetek utáni újrakezdésekkel – megszűnik. Ezért izompanaszok egyszeri jelentkezése esetén csak a sztatin kettő-négy heti szüneteltetését, majd ismételt szedését javasolják a szakértők, akár többször is . Az is igazolást nyert, hogy a betegtájékoztató fokozza a lehetséges, részletezett panaszok jelentkezését (ez az u.n. nocebo hatás).
A többszázezer véletlen besorolásos betegév adatbázisa nem igazolta, hogy sztatinok mellett gyakoribbak lennének a hasi, idegrendszeri, így pszichés és érző idegi panaszok, a szexuális zavarok vagy rosszindulatú betegségek; vitatott viszont, hogy sztatin mellett gyakoribb-e a szürkehályog (katarakta) és a vérzéses szélhűdés (stroke).

## A sztatinkezelés ellenjavallatai és óvóintézkedések
A sztatinkezelés mellett ritka az objektív mellékhatás, bizonyos körültekintést igényel alkalmazásuk. A legnagyobb veszély a súlyos izombántalom, ami azonban nem nagyobb eséllyel fordul elő, mint évi 1:100000. Izomfájdalom, izomgyengeség jelentkezése esetén a kezelés szüneteltetése és laboratóriumi (izomenzim) vizsgálat tanácsos. Jelentősebb máj vagy izom enzimemelkedés esetén nem vagy csak fokozott óvatossággal alkalmazhatók a sztatinok. Ezek azonban ritkán fordulnak elő, mint ahogyan az egyéb ellenjavallatot képező olyan kórképek is, mint egyes izombetegségek (miopátiák), illetve a nem (megfelelően) kezelt pajzsmirigy alulműködés. Egyes gyógyszerek egyidejű alkalmazása növelheti az izomártalom kockázatát. Ezek közül a napi gyakorlat szempontjából kiemelkedő az atorvasztatin, illetve szimvasztatin és a clarithromycin antibiotikum vagy itrakonazol gomba elleni készítmény együtthatása. Ilyenkor a sztatin felfüggesztése, másik készítménnyel helyettesítése vagy adagjának csökkentése szükséges. Óvatosságra intenek az olyan állapotok, mint a jelentős fizikai megterhelés vagy az idős kor, illetve az olyan társbetegségek, mint az idült vesebetegség, alkoholizmus, heveny súlyos betegségek, melyek azonban általában nem képeznek ellenjavallatot.

## A sztatinellenesség
A sztatinokkal szembeni tudományon kívüli ellenállás világszerte erős, melyeket olyan elemzések és vélemények táplálnak, melyek a főáramú tudomány megállapításaihoz képest az előnyöket jelentősen alábecsülik, a mellékhatásokat pedig túlértékelik. Ennek következtében az Egyesült Királyságban egy fél éves időszakban mintegy 200 000 ember hagyhatta abba a sztatinhasználatot, ami a British Heart Foundation becslései szerint a következő 10 évben 2000 körüli extra szívroham, illetve szélhűdés (stroke) kialakulásáért lesz felelős. A koleszterincsökkentésen kívül más kardiológiai irányelvre nem jellemző a laikus közvélemény ilyen szembenállása. Az internet negatív szerepét Steven Nissen neves Cleveland-i kardiológus úgy jellemezte, hogy "elveszítjük a pácienseink szívét és elméjét érintő csatát a nem bizonyított orvosi terápiákat támogató webhelyekkel szemben".